# فاوست (أوبرا)
 فاوست هو عمل موسيقي أوبرالي، مقتبس من قصة للكاتب الألماني يوهان فولفغانغ فون غوته (1749 حتى 1832)، وجد بثلاث نسخ.
تتألف الأوبرا من خمسة فصول كتبها شارل جونو إلى ليبريتو فرنسية من تأليف جوليس باربييه وميشيل كاريه من مسرحية كاريه فاوست ومارغريت، والتي بدورها تعتمد بشكل واسع على فاوست، الجزء الأول ليوهان فولفغانغ فون غوته. وظهرت لأول مرة في مسرح ليريك في بوليفارد دو تمبل في باريس في 19 مارس 1859، مع مجموعات مؤثرة صممها تشارلز أنطوان كامبون وجوزيف تييري، وجان إميل داران، وإدوارد ديبليشين، وفيليب شابيرون.

## فاوستغونو
من خمسة أجزاء، عرضت للمرة الأولى سنة 1859